# Trigonodes cephise
Trigonodes cephise là một loài bướm đêm trong họ Noctuidae.